# Lambeth and Southwark (circonscription électorale de Londres)
Circonscription territorial de 
l'Assemblée de Londres
Lambeth and Southwark est une circonscription territorial de la London Assembly.
Elle recouvre les borough londoniens de Lambeth et Southwark.
Son siège est actuellement détenu par Florence Eshalomi du Parti travailliste.

## Membres de l'Assemblée
| Élection | Élection | Membre            | Parti        | Portrait |
| -------- | -------- | ----------------- | ------------ | -------- |
|          | 2000     | Val Shawcross     | Travailliste |          |
|          | 2016     | Florence Eshalomi | Travailliste |          |

## Résultats de l'élection
| Parti                        | Parti                        | Candidat                     | Voix    | %    | ±    |
| ---------------------------- | ---------------------------- | ---------------------------- | ------- | ---- | ---- |
|                              | Travailliste                 | Florence Eshalomi            | 96,946  | 51,6 | -1.2 |
|                              | Conservateur                 | Robert Flint                 | 34,703  | 18,5 | -0.9 |
|                              | Green                        | Rashid Nix                   | 25,793  | 13,8 | +2.3 |
|                              | Libéral Démocrate            | Michael Bukola               | 21,489  | 11,4 | -0.3 |
|                              | UKIP                         | Idham Ramadi                 | 6,591   | 3,5  | +0.7 |
|                              | Socialiste (GB)              | Kevin Parkin                 | 1,333   | 0,7  | -1.2 |
|                              | All People's Party           | Amadu Kanumansa              | 906     | 0,5  | N/A  |
| Majorité                     | Majorité                     | Majorité                     | 62,242  | 33,1 | -0.3 |
| Total des suffrages exprimés | Total des suffrages exprimés | Total des suffrages exprimés | 187,761 | 98.8 | +0.3 |
| Votes nuls                   | Votes nuls                   | Votes nuls                   | 2,229   | 1.2  | +0.3 |
| Participation                | Participation                | Participation                | 189,990 | 44   | +6.7 |

| Parti                        | Parti                        | Candidat                     | Voix    | %    | ±     |
| ---------------------------- | ---------------------------- | ---------------------------- | ------- | ---- | ----- |
|                              | Travailliste                 | Val Shawcross                | 83,239  | 52,8 | +16.4 |
|                              | Conservateur                 | Michael Mitchell             | 30,537  | 19,4 | -0.3  |
|                              | Libéral Démocrate            | Rob Blackie                  | 18,359  | 11,7 | -10.5 |
|                              | Green                        | Jonathan Bartley             | 18,144  | 11,5 | +0.7  |
|                              | UKIP                         | James Fluss                  | 4,395   | 2,8  | +1.0  |
|                              | Socialiste (GB)              | Daniel Lambert               | 2,938   | 1,9  | +0.9  |
| Majorité                     | Majorité                     | Majorité                     | 52,702  | 33,4 | +19.2 |
| Total des suffrages exprimés | Total des suffrages exprimés | Total des suffrages exprimés | 157,612 | 98.5 |       |
| Votes nuls                   | Votes nuls                   | Votes nuls                   | 2,446   | 1.5  |       |
| Participation                | Participation                | Participation                | 160,058 | 37,3 | -4.8  |
|                              | Travailliste retenir         | Travailliste retenir         | Swing   |      |       |

| Parti         | Parti                         | Candidat             | Voix    | %    | ±    |
| ------------- | ----------------------------- | -------------------- | ------- | ---- | ---- |
|               | Travailliste                  | Valerie Shawcross    | 60,601  | 36,4 | +7.3 |
|               | Libéral Démocrate             | Caroline Pidgeon     | 36,953  | 22,2 | –2.5 |
|               | Conservateur                  | Shirley Houghton     | 32,835  | 19,7 | +5.8 |
|               | Green                         | Shane Collins        | 18,011  | 10,8 | +1.3 |
|               | Christian (Christian Peoples) | Geoff Macharia       | 4,432   | 2.7  | -0.2 |
|               | UKIP                          | Jens Wilton          | 3,012   | 1,8  | –5.2 |
|               | Left List                     | Katt Young           | 1,956   | 1,2  | N/A  |
|               | Démocrates anglais            | Janus Polencues      | 1,867   | 1,1  | N/A  |
|               | Animals Count                 | Jasmijn de Boo       | 1,828   | 1,1  | N/A  |
|               | Socialiste (GB)               | Daniel Lambert       | 1,588   | 1,0  | N/A  |
| Majorité      | Majorité                      | Majorité             | 23,648  | 14,2 | +9.8 |
| Participation | Participation                 | Participation        | 166,328 | 42,1 | +8.7 |
|               | Travailliste retenir          | Travailliste retenir | Swing   |      |      |

| Parti         | Parti                | Candidat             | Voix    | %     | ±    |
| ------------- | -------------------- | -------------------- | ------- | ----- | ---- |
|               | Travailliste         | Valerie Shawcross    | 36,280  | 29,1  | –4.9 |
|               | Libéral Démocrate    | Caroline Pidgeon     | 30,805  | 24,7  | +4.6 |
|               | Conservateur         | Bernard Gentry       | 17,379  | 13,9  | –3.3 |
|               | Green                | Shane Collins        | 11,900  | 9,5   | –2.3 |
|               | UKIP                 | Frank Maloney        | 8,776   | 7,0   | N/A  |
|               | Respect              | Janet Noble          | 4,930   | 4,0   | N/A  |
|               | Christian Peoples    | Simisola Lawanson    | 3,655   | 2,9   | N/A  |
| Majorité      | Majorité             | Majorité             | 5,475   | 4,4   | –9.5 |
| Participation | Participation        | Participation        | 124,622 | 33,38 | +1.4 |
|               | Travailliste retenir | Travailliste retenir | Swing   |       |      |

| Parti         | Parti                                  | Candidat           | Voix   | %    | ±   |
| ------------- | -------------------------------------- | ------------------ | ------ | ---- | --- |
|               | Travailliste                           | Valerie Shawcross  | 37,985 | 37,6 | N/A |
|               | Libéral Démocrate                      | Peter Facey        | 22,492 | 22,3 | N/A |
|               | Conservateur                           | Irene Kimm         | 19,238 | 19,0 | N/A |
|               | Green                                  | Storm Poorun       | 13,242 | 9,5  | N/A |
|               | London Socialist                       | Theresa Bennett    | 6,231  | 6,2  | N/A |
|               | Humanist                               | Tony Robinson      | 1,261  | 1,3  | N/A |
|               | Communist League                       | Jonathan Silberman | 536    | 0,5  | N/A |
| Majorité      | Majorité                               | Majorité           | 15,493 | 15,3 | N/A |
| Participation | Participation                          | Participation      |        | 29,0 | N/A |
|               | Travailliste vainqueur (nouveau siège) |                    |        |      |     |